# ادریانا بزون
ادریانا بزون (انگلیسی: Adriana Bazon؛ زادهٔ ۵ july ۱۹۶۳ (۶۱ سال)) ورزشکار روئینگ اهل رومانی است.
وی در مسابقات کشوری و بین‌المللی در مجموع برندهٔ ۳ مدال طلا، ۳ مدال نقره، ۴ مدال برنز شده‌است.